# Casa del Capitán Martín de Rojas
La  Casa del Capitán Martín de Rojas es una edificación del siglo XVI, localizada en la Plaza de Bolívar (antigua plaza Mayor), en el Centro Histórico de Tunja. Esta casa se caracteriza por un "balcón corrido" que se extendía a lo largo de todo el costado occidental de la plaza, haciéndolo uno de los más largos de su época.

## Historia
La casa-mansión fue construida en el siglo XVI, por el capitán y regidor de Tunja Martín de Rojas Téllez y Hernández de Lucena y su esposa Catalina de Sanabria y Macías Figueroa. También fue habitada por su hijo, el Alférez Mayor Jerónimo Donato de Rojas y Sanabria y su esposa Elvira Niño Zambrano, este se volvió célebre al intentar, en vano, secar el Pozo de Hunzahúa en búsqueda de los supuestos tesoros escondidos por los muiscas, por Leonor Téllez de Rojas casada en 1604 en Tunja, con Pedro (Alonso) Niño Zambrano (Encomendero de Cómbita, Boavita, Casagüey y Morcote), y por el capitán Martín de Rojas Niño, encomendero de Firavitova, Cormechoque y Sicachá y regidor perpetuo de Tunja. En la casa se observa el escudo de la familia Rojas, un escudo coronado por un yelmo de caballo, con dos cuarteles, uno de 6 bandas y el otro de 5 estrellas. [cita requerida]
Fue igualmente la sede del periódico "La Linterna" bajo la dirección de Enrique Santos Montejo, quien al ser excomulgado y expulsado por el Obispo de la ciudad, decidió ir al trabajar al periódico de su hermano, El Tiempo. Se trata del abuelo del expresidente de Colombia Juan Manuel Santos.